# 3789 Zhongguo
3789 Zhongguo је астероид са средњом удаљеношћу од Сунца која износи 3,285 астрономских јединица (АЈ).
Апсолутна магнитуда астероида је 12,4.